# Farinera
|  | Aquest article tracta sobre l'espècie Amanita ovoidea, la representativa dels bolets coneguts com a Farineres. Per a d'altres espècies que contenen el mot Farinera al seu nom comú vegeu Farinera (desambiguació). |

La farinera (Amanita ovoidea), també anomenada cogomassa farinera o cogoma, és un bolet que apareix freqüentment als terrenys calcaris en tota mena de boscos i voreres d'aquests.

## Morfologia

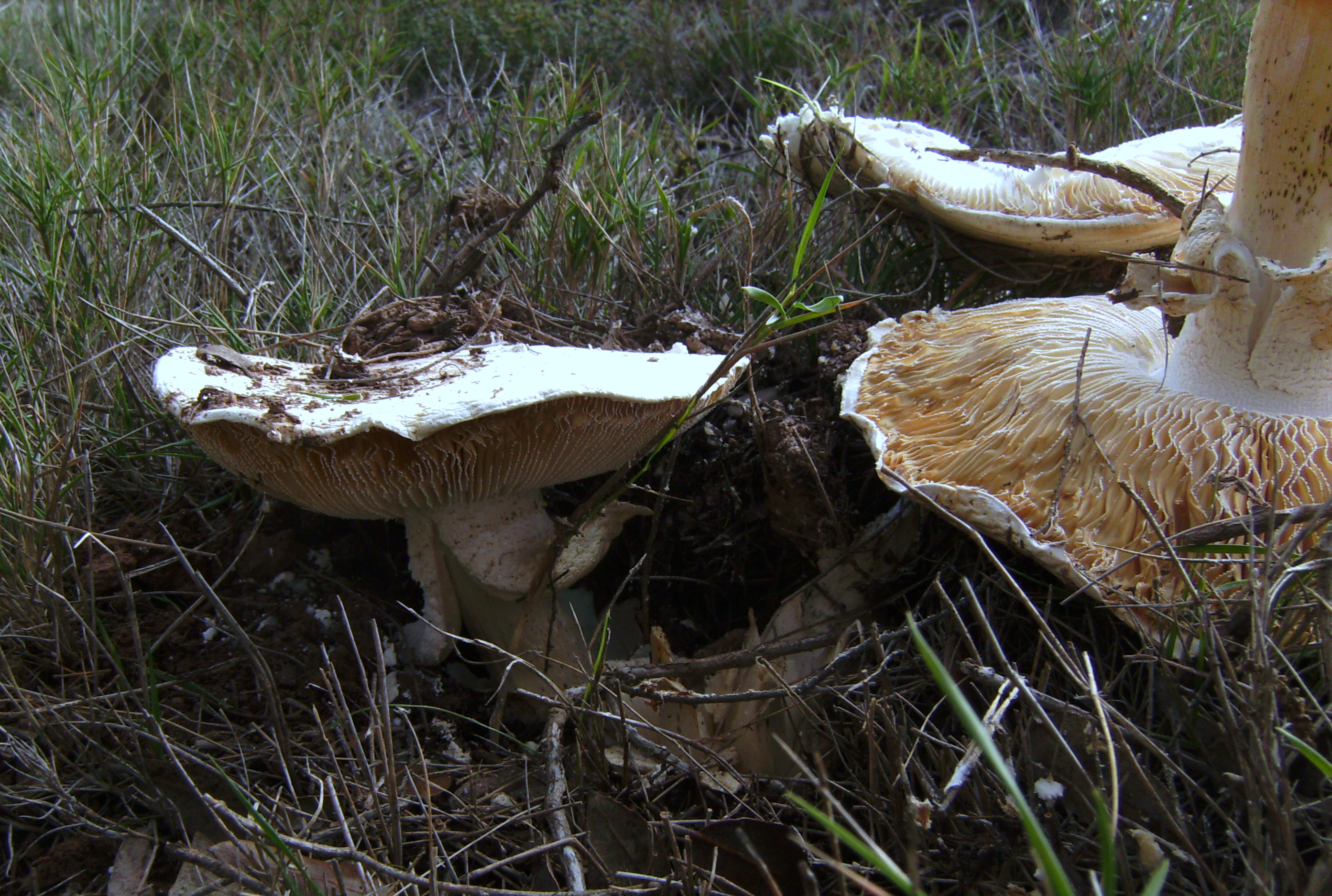
Exemplars vells de farinera

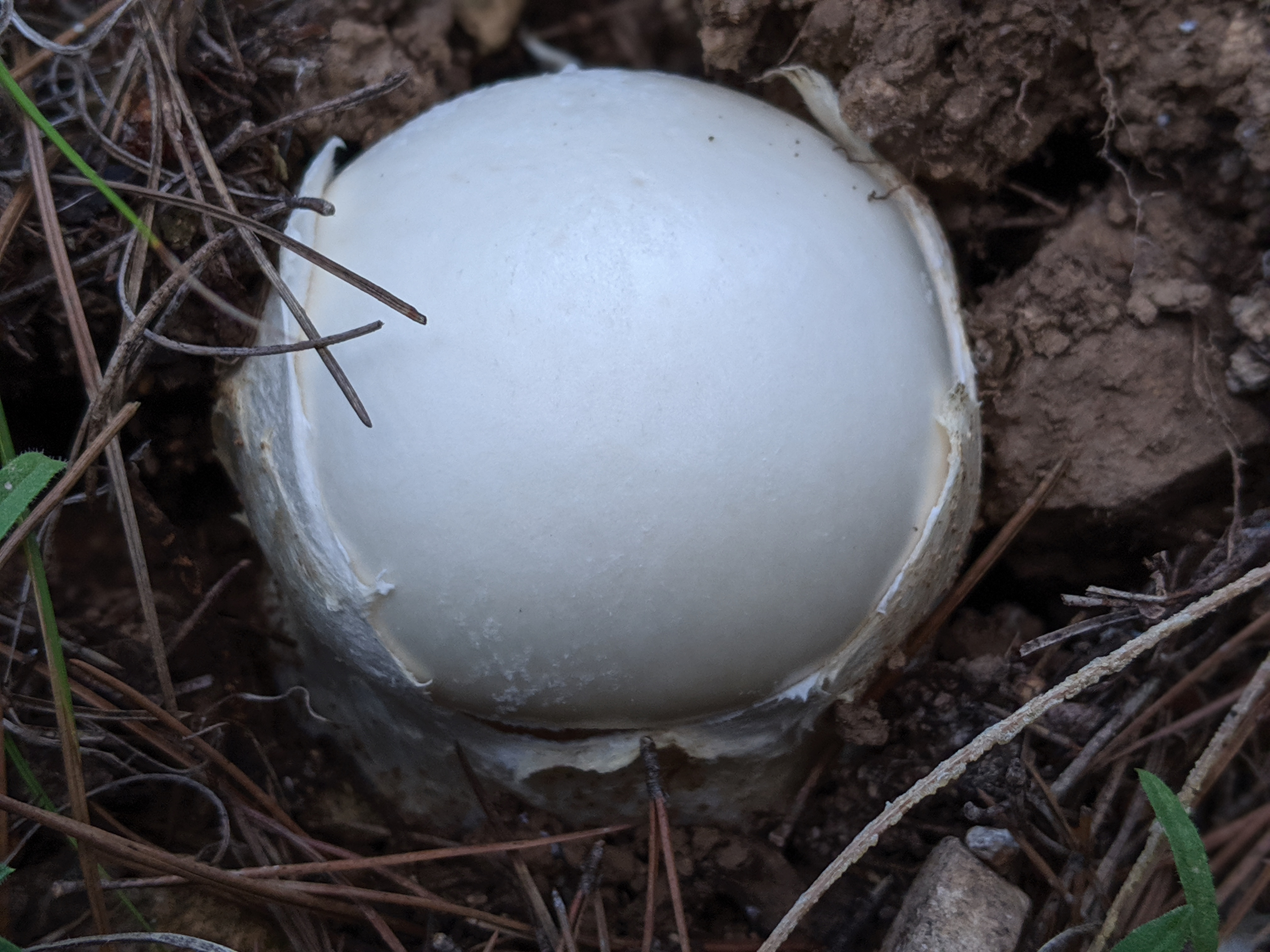
Exemplar jove, en forma d'ou

Típicament presenta una mena de farina. D'ací li ve el nom popular, que envolta els marges del capell i la superfície del peu, formada per milions d'espores blanques i restes de vel universal. Aquesta es desprèn fàcilment i "embruta" les mans de blanc quan es toca.
- Primordi: en forma d'ou, rodó a la part superior i cobert d'un gruixut vel universal d'1 m.
- Capell: de 10 a 20 cm de diàmetre, primer hemiesfèric i després obert, de color blanc, amb cutícula brillant, separable, normalment llisa però algunes vegades amb restes del vel universal en forma d'esquames planes i irregulars. Marge lliure, gruixut, farinós i floconós.
- Himeni: cobrint la part inferior del capell, format per làmines blanques, desiguals, serrades i juntes.
- Peu: gruixat, de 10-20 x 2-4 cm., robust, cilíndric, un poc bulbós a la base, de color blanc, floconós.
- Anell: Anell fràgil, poc consistent, farinós i de color blanc.
- Volva: Volva ampla, alta, membranosa, que persisteix en els exemplars adults, de color blanc a blanc grogós.
- Carn: gruixuda, consistent, de color blanc, d'olor i sabor de farina.
- Espores: nombroses formant una mena de massa farinosa que cobreix el marge del capell i el peu, amb espores el·líptiques, amiloides, de color blanc en massa i de 10 x 7 micres.

## Hàbitat
Terrenys calcaris, en alzinars, pinedes, voltants dels boscos i voreres de camins.

## Risc de confusió amb altres espècies de bolets
Es pot confondre amb Amanita proxima Dumée, espècie que es considera tòxica, molt semblant a A. ovoidea però de mida més petita, amb l'anell bastant persistent i estriat i la volva d'un marcat color ocre.
També es podria confondre amb l'Amanita phalloides, la farinera borda o cogoma verda, o l'Amanita phalloides sub. alba de nom vulgar cogoma blanca.

## Comestibilitat
És comestible però es considera de baixa qualitat gastronòmica.